# Gauliga Wartburg
Die Gauliga Wartburg war eine der obersten Fußballligen des Verbandes Mitteldeutscher Ballspiel-Vereine (VMBV). Sie wurde 1914 gegründet und bestand bis zur Auflösung des VMBV 1933. Der Sieger qualifizierte sich für die Endrunde der mitteldeutschen Fußballmeisterschaft.

## Überblick
Mitte November 1913 wurde der westliche Teil des Gaus Nordthüringen abgetrennt und dem neu zu gründenden Gau Wartburg zugeteilt. Der Wartburg-Gau wurde endgültig am 10. Mai 1914 in Gotha gegründet, es wurde eine Frühjahrsmeisterschaft ausgetragen, die Ergebnisse dieser Runde sind nicht überliefert. Der Gaumeister qualifizierte sich noch nicht für die mitteldeutsche Fußballendrunde. Durch den beginnenden Ersten Weltkrieg stockte in der Spielzeit 1914/15 verbandsweit der Spielbetrieb. In einer Gauausschuss-Sitzung am 2. April 1915 wurde beschlossen, eine Kriegsmeisterschaft im Gau Wartburg durchzuführen. Die Vereine sollten sich bis zum 25. April 1915 anmelden. Es konnte jedoch keinerlei Hinweise auf die Austragung der Verbandsspiele gefunden werden. Die weiteren Kriegsspielzeiten fanden mit acht, bzw. sechs Vereinen statt. In den Saisons 1916/17 und 1917/18 war der Gaumeister Wartburgs nicht mehr direkt für die mitteldeutsche Fußballendrunde qualifiziert, sondern spielte zuerst gegen die Meister der anderen Thüringer Gauligen die Thüringer Fußballmeisterschaft aus. Nur dieser Sieger durfte dann an der mitteldeutschen Fußballendrunde teilnehmen.
Ab der  Spielzeit 1918/19 war die Gauliga Wartburg nur noch zweitklassig. Mit der Kreisliga Thüringen wurde eine neue oberste Spielklasse geschaffen, die neben dem Gau Wartburg noch die Gaue Kyffhäuser, Nordthüringen, Ostthüringen, Südthüringen und Westthüringen beinhaltete. Der VMBV entschloss sich dann 1919, auch die restlichen Gaue im Verbandsgebiet zu Kreisligen zusammenzufassen. Zur Spielzeit 1923/24 wurden die Kreisligen wieder abgeschafft, die Gauliga Wartburg war fortan wieder erstklassig und wurde anfangs mit fünf Mannschaften ausgespielt. Die Anzahl der teilnehmenden Mannschaften wurde schrittweise erhöht, ab 1930/31 spielten zehn Vereine um die Gaumeisterschaft.
Im Zuge der Gleichschaltung wurde der VMBV und demzufolge auch die Gauliga Wartburg, wenige Monate nach der Machtübernahme der Nationalsozialisten im Jahre 1933 aufgelöst. Kein Verein erhielt einen Startplatz für die ab 1933 neu eingeführte erstklassige Gauliga Mitte, die Vereine wurden stattdessen in den unteren Spielklassen des neuen Fußballgaus eingeordnet.
Bis zur Zusammenlegung zur Kreisliga Thüringen wurde die Gauliga Wartburg vom SV Wacker 07 Gotha dominiert, der sich alle drei bis dahin ausgespielten Gaumeisterschaften sichern konnte. Anfang der 1920 erstarkte der bereits im Gau Nordthüringen einmal erfolgreiche SV 01 Gotha und gewann drei Meisterschaften des Wartburg-Gaus. Ab 1925 dominierte dann der SV Preußen Langensalza mit insgesamt sechs Meisterschaften die Liga. Die letzte ausgespielte Meisterschaft konnte sich nochmal der SV Wacker Gotha sichern.

## Einordnung
Die übermäßige Anzahl an erstklassigen Gauligen innerhalb des VMBVs hatte eine Verwässerung des Spielniveaus verursacht, es gab teilweise zweistellige Ergebnisse in den mitteldeutschen Fußballendrunden. Die Vereine aus der Gauliga Wartburg gehörten zu den spielstärkeren Vereinen im Verband und konnten einige Achtungserfolge in den mitteldeutschen Fußballendrunde vorweißen. Bereits bei der ersten Teilnahme 1915/16 konnte Wacker Gotha in die dritte Spielrunde einziehen. Auch 1923/24 schlug der Gaumeister Wartburgs in der mitteldeutschen Fußballendrunde den Gaumeister aus dem stärker eingeschätzten Gau Nordthüringen. 1924/25 erreichte der SV 01 Gotha nach Siegen über SV Wacker Nordhausen (4:1), SpVgg Erfurt (2:1) und einem Freilos das Halbfinale der Endrunde, welches mit 2:4 gegen den Serienmeister VfB Leipzig verloren ging. Getoppt wurde dieses Ergebnis vom SV Preußen Langensalza, der in der Saison 1930/31 durch Siege über den VfL Olympia 08 Duderstadt (6:1), den SC Stadtilm (4:0), den FV Fortuna Magdeburg (5:1) und den 1. SV Jena (4:2) das Finale der mitteldeutschen Fußballendrunde erreichte. In den am 29. März 1931 ausgetragenen Spiel war der Dresdner SC jedoch zu stark und schickte die Langensalzaer mit 0:6 nach Hause. In den folgenden Spielzeiten konnten die Gaumeister Wartburgs nicht mehr an diese Erfolge anknüpfen und schieden jeweils in der ersten Runde aus.
In der ab 1933 eingeführten erstklassigen Gauliga Mitte wurde kein Verein aus dem Gau Wartburg berücksichtigt. Während des Bestehens dieser Gauliga schaffte auch kein Verein aus dem ehemaligen Gau Wartburg die Qualifikation für diese erstklassige Liga.

## Meister der Gauliga Wartburg 1915–1933
| Jahr    | Gaumeister Wartburg    | Abschneiden mitteldt. Meisterschaft a | Mitteldeutscher Meister       |
| ------- | ---------------------- | ------------------------------------- | ----------------------------- |
| 1914/15 | keine Verbandsspiele   | keine mitteldeutsche Endrunde         | keine mitteldeutsche Endrunde |
| 1915/16 | SV Wacker 07 Gotha     | 2. Zwischenrunde (3)                  | FC Eintracht Leipzig          |
| 1916/17 | SV Wacker 07 Gotha     | keine Teilnahme b                     | Hallescher FC 1896            |
| 1917/18 | SV Wacker 07 Gotha     | keine Teilnahme b                     | VfB Leipzig                   |
| 1918/19 | Kreisliga Thüringen    | Kreisliga Thüringen                   | Hallescher FC 1896            |
| 1919/20 | Kreisliga Thüringen    | Kreisliga Thüringen                   | VfB Leipzig                   |
| 1920/21 | Kreisliga Thüringen    | Kreisliga Thüringen                   | FC Wacker Halle               |
| 1921/22 | Kreisliga Thüringen    | Kreisliga Thüringen                   | SpVgg 1899 Leipzig-Lindenau   |
| 1922/23 | Kreisliga Thüringen    | Kreisliga Thüringen                   | SV Guts Muts Dresden          |
| 1923/24 | SV 01 Gotha            | 2. Runde (2)                          | SpVgg 1899 Leipzig-Lindenau   |
| 1924/25 | SV 01 Gotha            | Halbfinale (4)                        | VfB Leipzig                   |
| 1925/26 | SV Preußen Langensalza | Viertelfinale (3)                     | Dresdner SC                   |
| 1926/27 | SV Preußen Langensalza | 1. Vorrunde (1)                       | VfB Leipzig                   |
| 1927/28 | SV 01 Gotha            | 2. Vorrunde (2)                       | FC Wacker Halle               |
| 1928/29 | SV Preußen Langensalza | 2. Vorrunde (2)                       | Dresdner SC                   |
| 1929/30 | SV Preußen Langensalza | 2. Vorrunde (2)                       | Dresdner SC                   |
| 1930/31 | SV Preußen Langensalza | Finale (5)                            | Dresdner SC                   |
| 1931/32 | SV Preußen Langensalza | 1. Vorrunde (1)                       | PSV Chemnitz                  |
| 1932/33 | SV Wacker 07 Gotha     | 1. Runde (1)                          | Dresdner SC                   |

## Rekordmeister
Rekordmeister der Gauliga Wartburg ist der SV Preußen Langensalza, der den Titel sechs Mal gewinnen konnten.
|  | Verein                 | Titel | Jahr                                                 |
|  | ---------------------- | ----- | ---------------------------------------------------- |
|  | SV Preußen Langensalza | 6     | 1925/26, 1926/27, 1928/29, 1929/30, 1930/31, 1931/32 |
|  | SV Wacker 07 Gotha     | 4     | 1915/16, 1916/17, 1917/18, 1932/33                   |
|  | SV 01 Gotha            | 3     | 1923/24, 1924/25, 1927/28                            |

## Ewige Tabelle
Berücksichtigt sind alle überlieferten Spielzeiten der erstklassigen Gauliga Wartburg von 1915 bis 1933. Da es in der Spielzeit 1915/16 zu zwei Spielen kam, die als Niederlage für beide Mannschaften gewertet wurden, gibt es mehr Gegen- als Pluspunkte.
| Pl. | Verein                                          | Jahre | Sp. | S   | U  | N  | T+  | T-  | Diff. | Punkte  | Ø-Pkt. | Titel | Spielzeiten                   |
| --- | ----------------------------------------------- | ----- | --- | --- | -- | -- | --- | --- | ----- | ------- | ------ | ----- | ----------------------------- |
| 1.  | SV Preußen Langensalza                          | 10    | 148 | 107 | 17 | 24 | 556 | 208 | +348  | 231:65  | 1,56   | 6     | 1923–1933                     |
| 2.  | SV 01 Gotha                                     | 13    | 176 | 95  | 19 | 62 | 499 | 306 | +193  | 209:143 | 1,19   | 3     | 1915–1918, 1923–1933          |
| 3.  | SV Wacker 07 Gotha                              | 13    | 177 | 91  | 23 | 63 | 456 | 346 | +110  | 205:149 | 1,16   | 4     | 1915–1918, 1923–1933          |
| 4.  | VfB 1909 Mühlhausen                             | 10    | 148 | 59  | 28 | 61 | 266 | 291 | −25   | 146:150 | 0,99   | 0     | 1923–1933                     |
| 5.  | FC Germania 1899 Mühlhausen/ SV 1899 Mühlhausen | 11    | 160 | 53  | 32 | 75 | 302 | 363 | −61   | 138:182 | 0,86   | 0     | 1915/16, 1923–1933            |
| 6.  | SC Borussia Eisenach                            | 7     | 113 | 57  | 16 | 40 | 269 | 193 | +76   | 130:96  | 1,15   | 0     | 1926–1933                     |
| 7.  | SpVgg 1909 Eisenach                             | 10    | 154 | 45  | 26 | 83 | 268 | 402 | −134  | 116:192 | 0,75   | 0     | 1915–1917, 1925–1933          |
| 8.  | SpVgg Schlotheim/ SSV 07 Schlotheim             | 5     | 86  | 36  | 11 | 39 | 182 | 214 | −32   | 83:89   | 0,97   | 0     | 1928–1933                     |
| 9.  | FC Meteor Walterhausen                          | 8     | 122 | 29  | 14 | 79 | 188 | 372 | −184  | 72:172  | 0,59   | 0     | 1924–1931, 1932/33            |
| 10. | Vereinigter BC 1908 Ruhla/ BSC 1908 Ruhla       | 5     | 67  | 13  | 10 | 44 | 91  | 241 | −150  | 36:98   | 0,54   | 0     | 1917/18, 1924–1926, 1930–1932 |
| 11. | FC Wacker 08 Ruhla c                            | 2     | 21  | 11  | 1  | 9  | 39  | 75  | −36   | 23:19   | 1,1    | 0     | 1915–1917                     |
| 12. | WKG Nordstern Mühlhausen                        | 2     | 36  | 8   | 6  | 22 | 47  | 113 | −66   | 22:50   | 0,61   | 0     | 1931–1933                     |
| 13. | FC Sportfreunde im Jugendverein 1916 Gotha d    | 2     | 13  | 8   | 0  | 5  | 32  | 23  | +9    | 16:10   | 1,23   | 0     | 1916–1918                     |
| 14. | TV 1860 Gotha                                   | 2     | 20  | 8   | 0  | 12 | 36  | 51  | −15   | 16:24   | 0,8    | 0     | 1915–1917                     |
| 15. | BC 1913 Ruhla c                                 | 1     | 11  | 4   | 1  | 6  | 19  | 25  | −6    | 9:13    | 0,82   | 0     | 1915/16                       |
| 16. | FC Teutonia Eisenach                            | 1     | 6   | 1   | 0  | 5  | 7   | 34  | −27   | 2:10    | 0,33   | 0     | 1917/18                       |